# IC 2398
IC 2398 ist eine spiralförmige Radiogalaxie vom Hubble-Typ S im Sternbild Krebs auf der Ekliptik. Sie ist schätzungsweise 407 Mio. Lichtjahre von der Milchstraße entfernt und hat einen Durchmesser von etwa 60.000 Lj. 

Im selben Himmelsareal befinden sich u. a. die Galaxien IC 2392, IC 2406, IC 2407, IC 2409.
Das Objekt wurde am 13. Januar 1901 von Max Wolf entdeckt.